# Thomas Fruehmann
Thomas Frühmann (Viena, 23 de janeiro de 1953) é um ginete de elite austríaco, especialista em saltos, medalhista olímpico. 

## Carreira
Thomas Fruehmann representou seu país nos Jogos Olímpicos de 1976 e 1992, na qual conquistou a medalha de prata nos saltos por equipes em 1992.